# Seebach (Baden)
Seebach település Németországban, azon belül Baden-Württembergben. Lakosainak száma 1424 fő (2023. december 31.).

## Földrajz

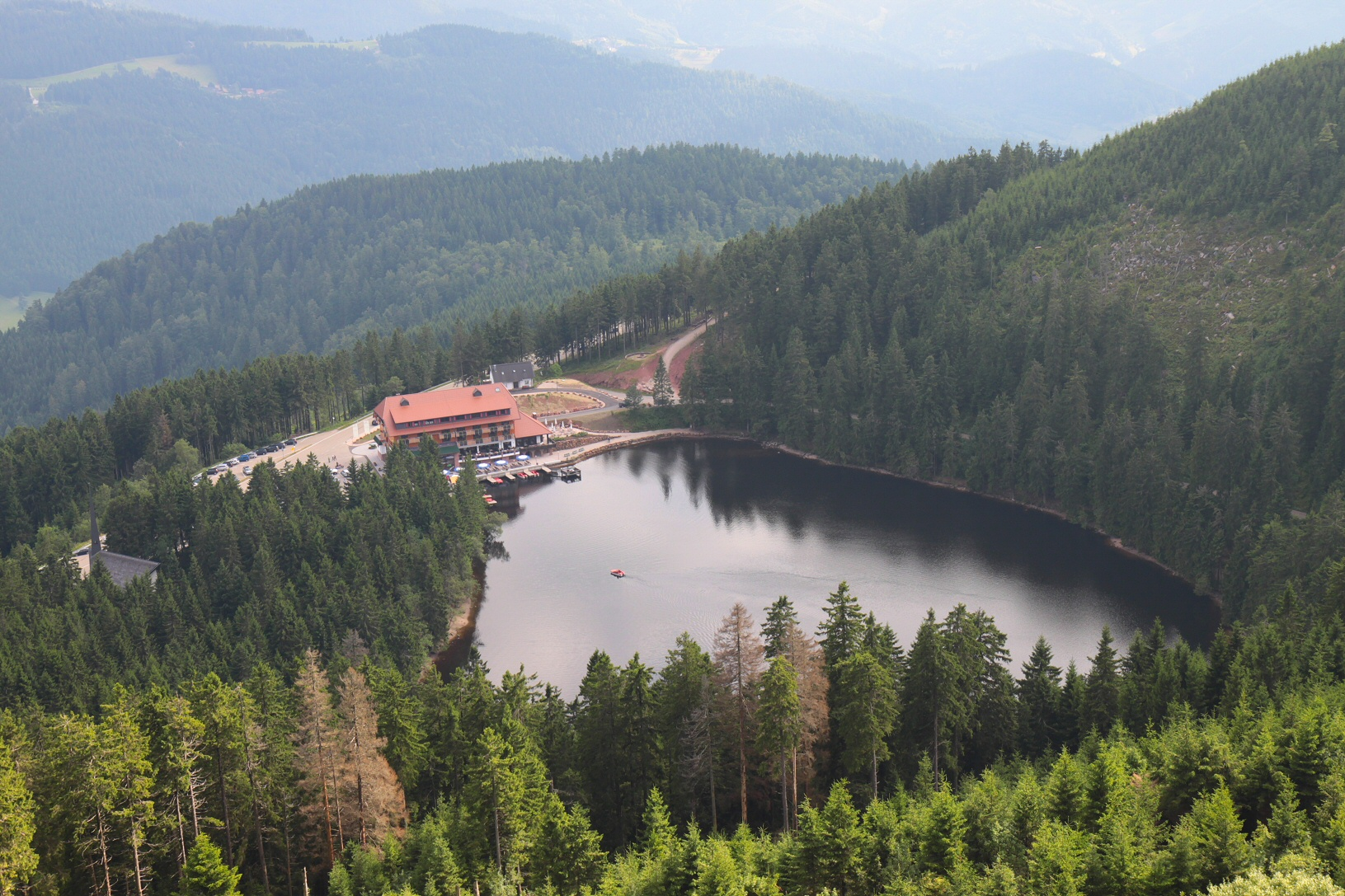
Mummelsee madártávlatból

Seebach kedvelt üdülőhely a Fekete-erdő északi részén, az Achertal felső szakaszán. A település legalacsonyabb pontja is 400 méter, a legmagasabb pedig a Hornisgrinde csúcsa ami 1164 méter magas. A település területének több mint 75% -át erdő borítja. Seebach község területén található a Mummelsee 1028 méteres magasságban.

### Szomszédos települések
A település északon Sasbachwalden-nel, keleten Freudenstadt-al és Baiersbronn-nal, délen Ottenhöfen-nel és nyugaton Kappelrodeck-kel határos.

## Története
A felső Achertalban valószínűleg a 12. században telepedtek le az első lakosok, az egyes tanyákat a már 13. század óta említik a dokumentumok. A néha rendkívül meredek lejtők miatt a mezőgazdaság csak a keskeny folyóvölgyben és néhány lankásabb oldalvölgyben volt lehetséges. Ezért tudta Seebach megőrizni szétszórt település jellegét egészen a 20. századig. Csak 1818-ban vált Seebach önálló településsé. 1973-ig a Bühli járáshoz tartozott amikor is átkerült az Ortenaui járásba.

## Népesség
A település népessége az elmúlt években az alábbi módon változott:
| Lakosok száma | 1413 | 1522 | 1577 | 1526 | 1430 | 1469 | 1485 | 1502 | 1380 | 1424 |
|               | 1961 | 1967 | 1974 | 1980 | 1987 | 1993 | 2000 | 2006 | 2013 | 2023 |

## Vallás
Seebach lakossága túlnyomórészt római katolikus volt, az Ottenhöfeni plébánia alá tartozott. 1924-ben templomot építettek, majd 1932-ben Seebach-ban is plébániát alapítottak így függetlenedtek az Ottenhöffeni plébániától.

## Politika

### Választások
A Seebach-i önkormányzati tanács tíz tagú. Ez a választott közösségtanácsosokból és a polgármesterből, mint elnökből áll. A polgármester szavazati joggal rendelkezik az önkormányzati tanácsban. A 2019. május 26-i helyi választások a következő előzetes eredményhez vezettek:

### Polgármesterek
- 1818–1823 Franz Michael Wiegant
- 1824–1831 Lorenz Hock
- 1831–1835 Johann Schnurr
- 1835–1851 Andreas Maier
- 1851–1861 Leonhard Bürk
- 1861–1882 Josef Schneider
- 1882–1909 Lorenz Maier
- 1909–1933 Josue Bruder
- 1933–1934 Wilhelm Schnurr
- 1934–1945 Friedolin Knapp
- 1945–1969 Karl Sackmann
- 1969–1993 Gerhard Bär
- 1993 óta Reinhard Schmälzle

### Címer
Címerleírás: ezüst alapon három zöld színű hegy és ugyanolyan színű fenyőfa.

### Partnerkapcsolat
Ottrott,Elzász,Franciaország

## Kultúra és látnivalók

### Múzeumok
- Népviseleti múzeum Seebach
- Ezüstbánya

## Oktatás
Seebachnak saját általános iskolája van és egy óvoda található a városban.

## Fordítás
- Ez a szócikk részben vagy egészben a Seebach című német Wikipédia-szócikk fordításán alapul. Az eredeti cikk szerkesztőit és forrásait annak laptörténete sorolja fel.